# 龜王岩
22°59′36″N 120°38′22″E / 22.993207°N 120.639488°E
龜王岩，是位於臺灣高雄市六龜區六龜里荖濃溪的巨岩，為當地形似烏龜的巨石中最大的。

## 自然

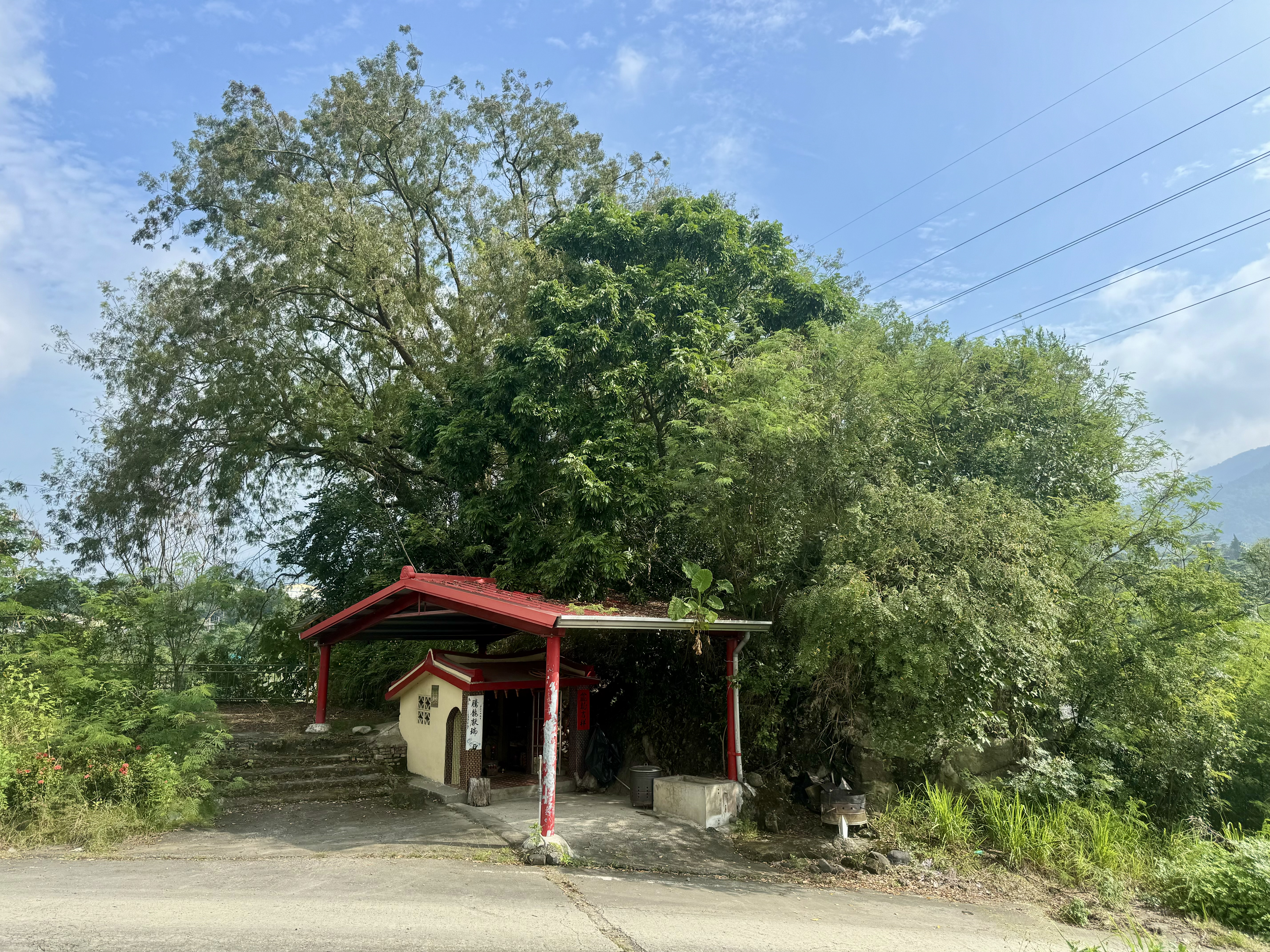
龜王岩與龜王廟（背河測）

六龜地名由來由有取自原住民Lakuri社、6座相望的巨峰、河床6座高於水面的巨石這3種說法。據十八羅漢山自然人文協會理事長張運正等人調查，當地形似烏龜的巨岩至少有8座，為岩脈經荖濃溪溪水沖刷而成。其中這些中最大的龜王岩在六龜大橋下方約200公尺處畔，面積約30平方公尺。
自1976年12月26日，行政院長蔣經國院長蒞臨黃蝶谷之後，來六龜遊客遽增。該年代，離高雄客運站只要走約10分鐘的龜王岩也成推薦的當地景點。1996年時，龜王岩因岩石逐漸剝落，形貌已逐漸走樣。至2018年，岩壁已被被黃連木盤踞。

## 文化

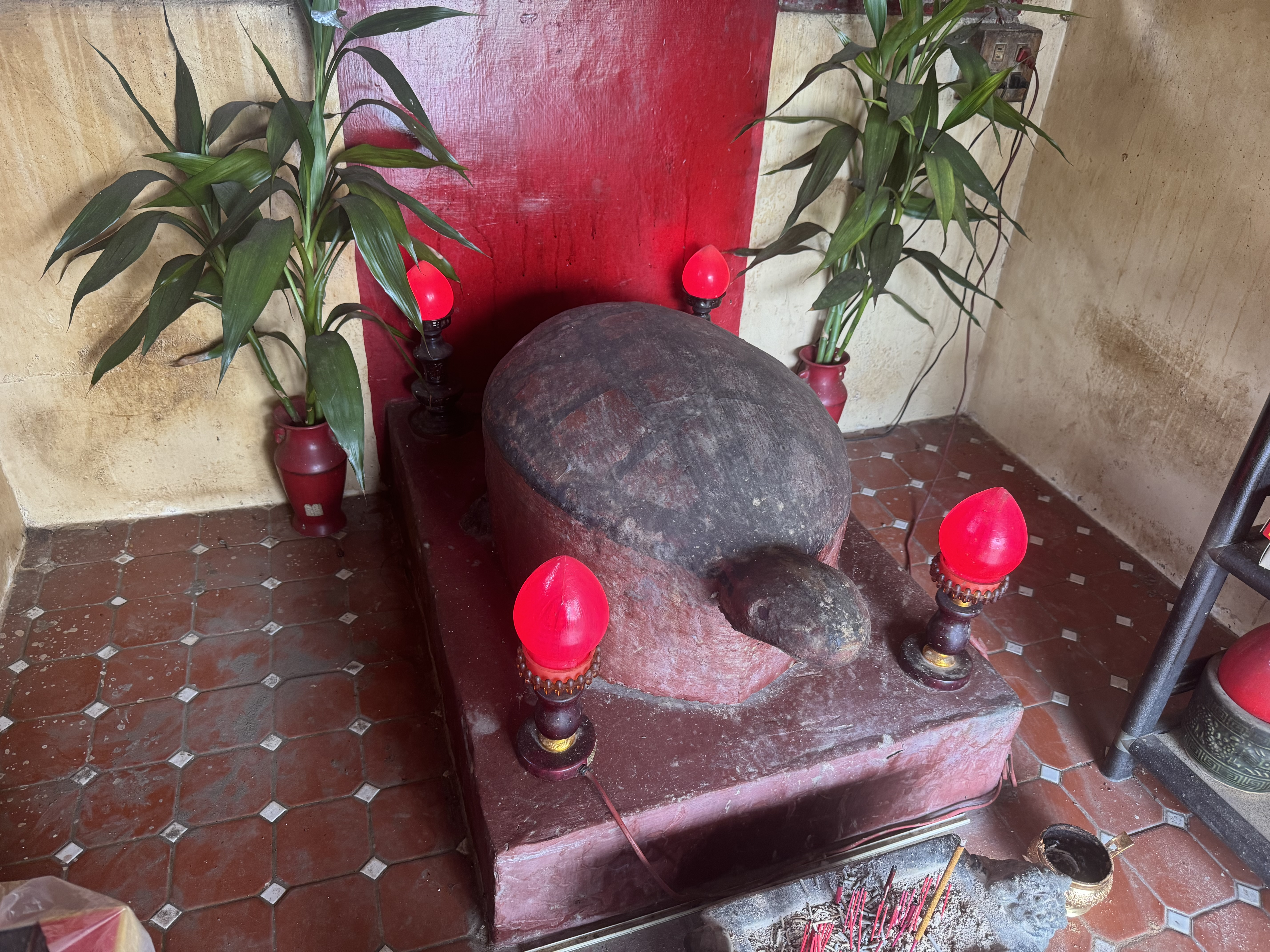
龜王廟神像

六龜風水傳說這些龜形石，能替家園守住財富。居民為龜王岩興建龜王廟祭祀。八八風災後，地方相傳龜王岩守護住鄰近社區與居民免於洪水。2012年11月17日，六龜區公所舉辨首屆的「龜王文化祭」。
六龜山城花語美好生活促進會生產以龜王為名的餅，皮和餡料均以在地野生山茶、芒果乾、芋頭等製作。